# 일본 국제협력기구

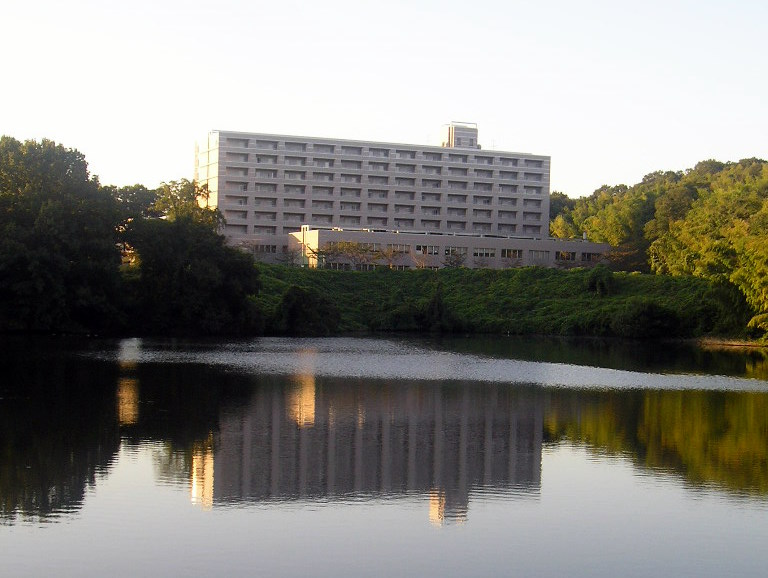

일본 국제협력기구(國際協力機構, 영어: Japan International Cooperation Agency, JICA)는 일본에서 1974년에 기존의 해외기술협력사업단과 해외이주사업단을 통합하고 해외농업개발재단 및 해외무역개발협회의 전부 및 일부사업을 계승하여 설립한 국제협력기관으로 개발도상국에 대한 기술협력을 주로 하고 있다.

## 같이 보기
- 개발원조
- 국제교류기금
- 미국 평화 봉사단